# Bhután az olimpiai játékokon
Bhután 1984-ben vett részt először az olimpiai játékokon, azóta minden nyári játékokon képviseltette magát. Bhutánban az íjászat a nemzeti sport, ezért minden nyári sportünnepre kiküldi férfi és női íjászait, de érmet még nem nyertek. Más versenyszámban egészen 2012-ig nem indult bhutáni sportoló. Bhután még nem vett részt egyszer sem a téli olimpiai játékokon.
A Bhutáni Olimpiai Bizottság 1983-ban alakult meg, a NOB még abban az évben felvette a tagjai közé.

## Érmek a nyári olimpiai játékokon
| Olimpia              | Arany | Ezüst | Bronz | Összesen |
| 1984, Los Angeles    | 0     | 0     | 0     | 0        |
| 1988, Szöul          | 0     | 0     | 0     | 0        |
| 1992, Barcelona      | 0     | 0     | 0     | 0        |
| 1996, Atlanta        | 0     | 0     | 0     | 0        |
| 2000, Sydney         | 0     | 0     | 0     | 0        |
| 2004, Athén          | 0     | 0     | 0     | 0        |
| 2008, Peking         | 0     | 0     | 0     | 0        |
| 2012, London         | 0     | 0     | 0     | 0        |
| 2016, Rio de Janeiro | 0     | 0     | 0     | 0        |
| 2020, Tokió          | 0     | 0     | 0     | 0        |
| 2024, Párizs         | 0     | 0     | 0     | 0        |
| Összesen             | 0     | 0     | 0     | 0        |